# Benjamin Jon Williams
Benjamin Jon Williams (nascut el 14 d'abril de 1977), més conegut com a Ben Williams, és un àrbitre de futbol Australià. També és mestre d'educació física a la Belconnen High School a Hawker, Canberra.

## Biografia
Williams arbitra partits de la Lliga de Campions Asiàtica (ACL), l'AFC Cup i l'A-League australiana. Ha estat àrbitre internacional de la FIFA des de 2005 i àrbitre AFC Elite des de 2006.
Fou seleccionat per arbitrar la final de la Lliga de Campions Asiàtica de 2012 a Corea entre l'Ulsan Hyundai i l'Al Ahli. Ha arbitrat a la Lliga de Campions de l'AFC des de 2007.
El 2012 fou seleccionat per arbitrar quatre partits (2 com a àrbitre principal i 2 com a quart àrbitre) als Jocs Olímpics de Londres de 2012. Va arbitrar el partit inaugural entre la Gran Bretanya i el Senegal a Old Trafford davant d'aproximadament 75,000 espectadors.
Va arbitrar a la Copa del Món Sub-20 de la FIFA a Turquia, el Campionat del Món de Clubs de futbol 2010, i la Copa Asiàtica de l'AFC de 2011.
El març de 2013, la FIFA el va incloure en la llista de 52 àrbitres candidats per la Copa del Món de Futbol de 2014 al Brasil. El gener de 2014, la FIFA el va incloure a la llista definitiva d'àrbitres pel mundial, i fou l'únic àrbitre australià inclòs.